# Gharianus klaptoczi
Gharianus klaptoczi är en insektsart som beskrevs av Werner 1908. Gharianus klaptoczi ingår i släktet Gharianus och familjen Diapheromeridae. Inga underarter finns listade i Catalogue of Life.